# クラベリーウミスズメ
クラベリーウミスズメ（学名：Synthliboramphus craveri）は、チドリ目ウミスズメ科に分類される鳥類の一種。

## 分布
北アメリカ